# Nguyễn Văn Bổng
Nguyễn Văn Bổng (* 1. Januar 1921 in Đại Quang in der Provinz Quảng Nam; † 2001 in Hanoi) war ein vietnamesischer Schriftsteller. Er veröffentlichte auch unter dem Pseudonym Trần Hiếu Minh.
Er begann um 1945 sich der Literatur zuzuwenden und verfasste Romane und Erzählungen.

## Werke (Auswahl)
- Con Tran
- King U Minh, Roman
- Die Brücke Y ist die Front, Kurzgeschichte, aus dem Französischen übersetzt von Kristina Hering